# Phlyaken

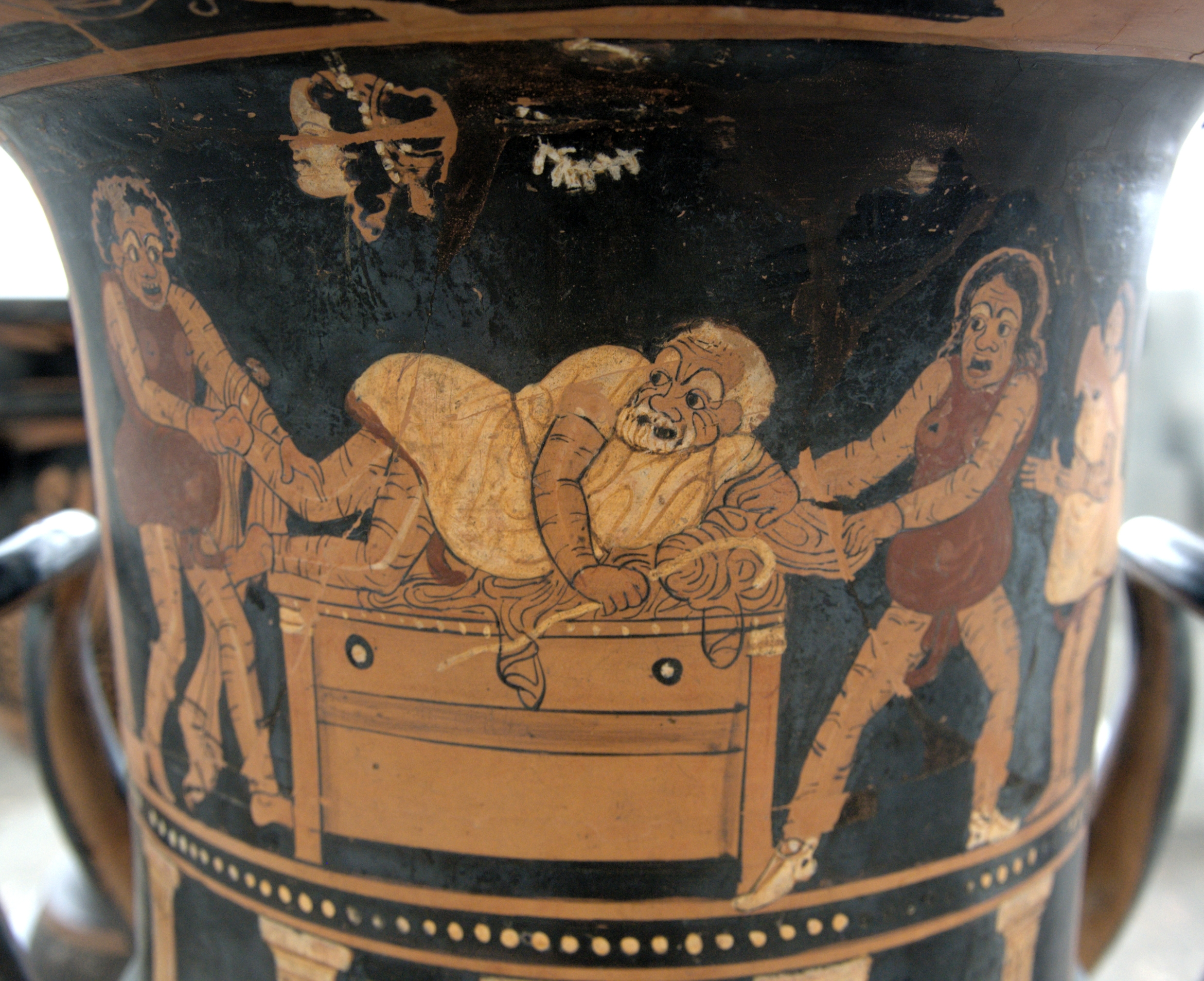
Phlyakenszene auf einer Vase des paestanischen Vasenmalers Asteas: Gymnilos, Kosios, und Karion rauben den Geizhals Charinos aus. Um 350/40 v. Chr.

Phlyaken (altgr. Φλύακες) ist nach Angaben des hellenistischen Historikers Sosibios Lakon die im griechisch besiedelten unteritalischen Raum (inklusive Sizilien) verwendete Bezeichnung für die Akteure der dortigen Spielart der dorischen Volksposse. Die Phlyaken können zum antiken fahrenden Volk gerechnet werden. Sie zogen von Ort zu Ort und traten entweder in den örtlichen Amphitheatern auf oder, wo solche nicht existierten, auf extra errichteten, hölzernen Bühnen.

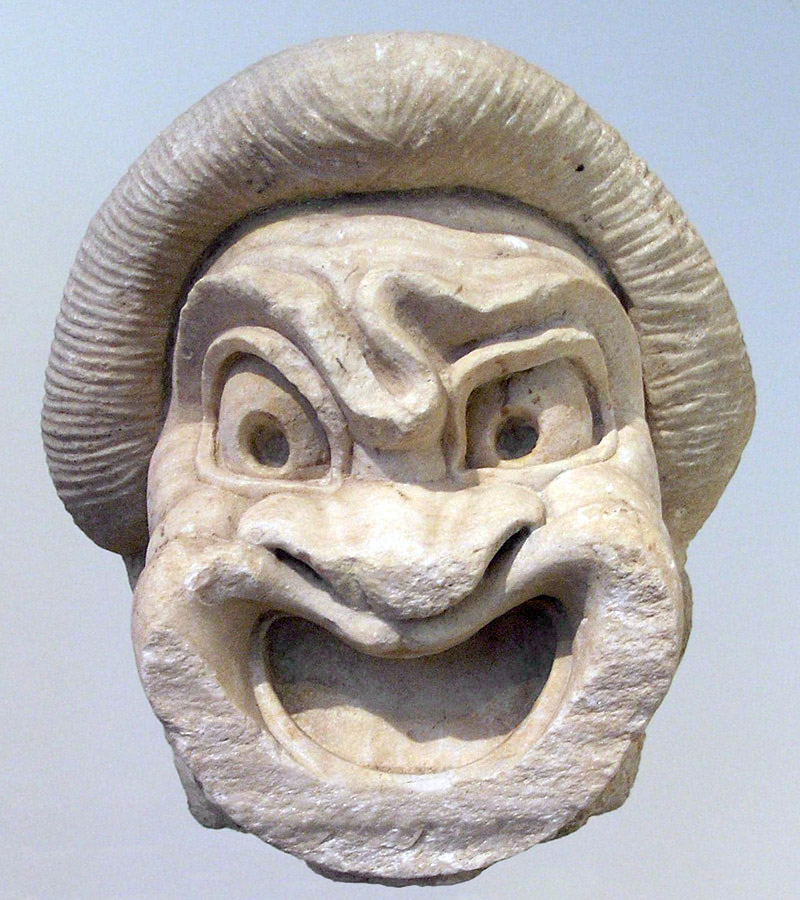
Theatermaske, die einen Sklaven darstellt

In der Antike wurde der Name oft von φλυαρεῖν (phlyareín, Unsinn reden) abgeleitet. Die moderne Forschung nimmt jedoch eine Herleitung von φλέω (phléo, strotzen) an. Phleon und ähnliche Formen sind ein alter Beiname des Gottes Dionysos, der in enger Verbindung mit derartigen Theateraufführungen steht. In der modernen Forschung werden seit dem 19. Jahrhundert Phlyaken-Stücke mit den Darstellungen komischer Szenen auf unteritalischen Vasen in Verbindung gebracht (Phlyakenvasen). Daraus kann man einige Schlüsse ziehen. So spielten Männer mit hässlichen Theatermasken, dick unter ihren Zottelgewändern ausgepolstert, mit einer großen Phallusattrappe umgeschnallt, in solchen Stücken. Die Stücke spielten im mythologischen Bereich, so spottete man über die Liebesabenteuer mancher Götter wie Zeus oder Hermes oder stellte Szenen aus dem normalen Leben dar, etwa Liebesabenteuer der Menschen, Hochzeiten oder die Bestrafung von Dieben. Nach neueren Forschungen wird davon ausgegangen, dass es sich bei den aufgeführten Stücken zumindest zu einem Teil um attische Werke handelt. Mit Rhinthon gab es jedoch in den letzten Jahrzehnten des vierten vorchristlichen Jahrhunderts auch einen literarischen unteritalischen Vertreter des komischen Dramas.
Aus den Volkspossen der Phlyaken entwickelte sich die komödiantische Theatergattung der Atellane.